# Floatglas

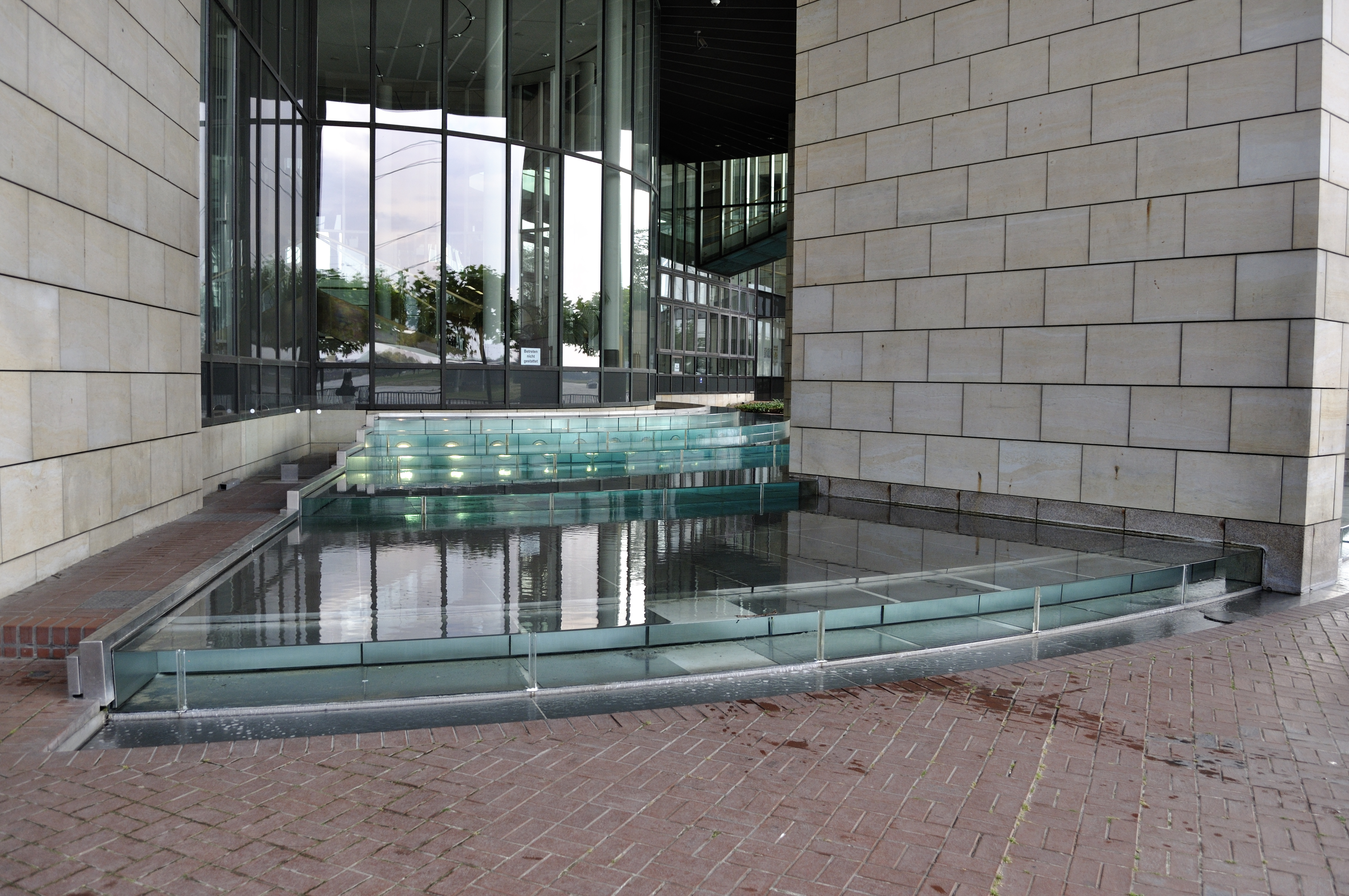
Großflächiges Floatglas als Glasfassade sowie in schmalen Streifen zur bodennahen Einfassung einer Wasserfläche

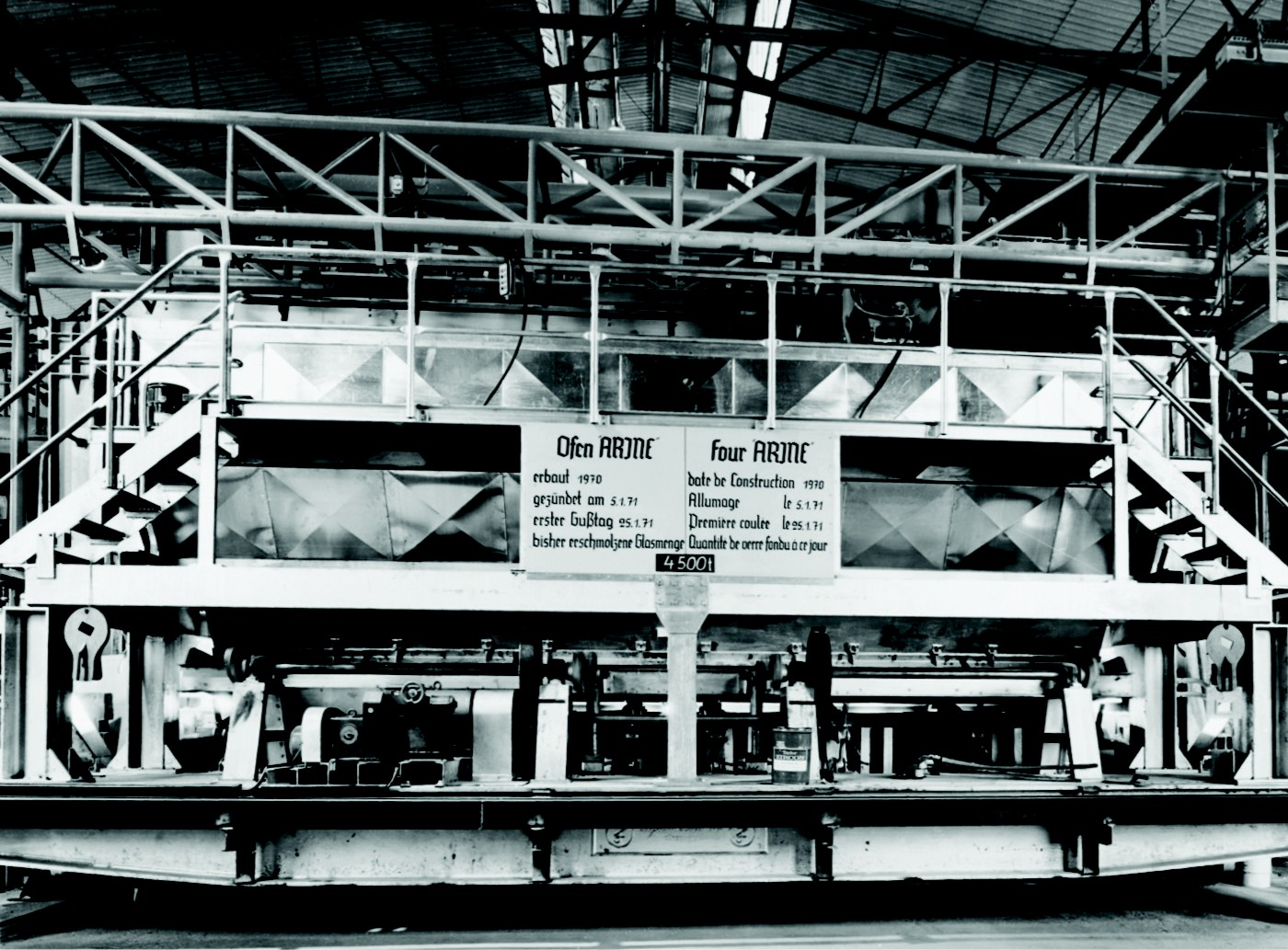
1970 errichtete Glasschmelzwanne einer Floatglasanlage von Saint-Gobain

Floatglas ist Flachglas, welches im Floatprozess, oder auch Floatglasverfahren, hergestellt wird, einem endlos-kontinuierlichen Prozess, bei dem die flüssige Glasschmelze fortlaufend von einer Seite auf ein Bad aus flüssigem Zinn geleitet wird. Auf diesem schwimmt (engl. to float) das Glas. Das Verfahren wird seit den 1960er Jahren industriell angewandt, hat andere Methoden zur Flachglasherstellung weitgehend verdrängt und liefert (Stand 2004) etwa 95 Prozent des gesamten Flachglases aller Anwendungsbereiche wie Fensterglas, Fahrzeugscheiben und Spiegel.
Der Begriff Spiegelglas steht gemäß DIN 1249 (Flachglas im Bauwesen) und DIN 1259 (Glas) für besonders planes und durchsichtiges Glas, wird aber mittlerweile oft synonym für Floatglas verwendet. Floatglas wird auch als Basisglas bezeichnet, da es als Ausgangsmaterial für viele weitere Flachglasprodukte dient.
Das Floatglasverfahren ermöglichte erstmals optisch völlig gleichmäßiges planparalleles Glas ohne aufwändigen Schliff und Politur zu erzeugen.
Flachglas ist dadurch bedeutend billiger geworden und heute ein vielseitig und großflächig in der Architektur eingesetzter Werkstoff, der Architekten einen großen Gestaltungsspielraum gibt und energiesparende Konstruktionen mit hoher Transparenz ermöglicht.
Da die auf Unterseite des Glases verbleibenden geringen Spuren von Zinn einigen speziellen Anwendungen entgegenstehen, werden etwa LCD/TFT-Displays von Flachbildschirmen nach dem Overflow-Down-Draw- oder Fusions-Verfahren gefertigt.

## Produktionsablauf
Das Grundglas wird in einer Glasschmelzwanne erschmolzen. Überwiegend wird Kalk-Natron-Glas verwendet, seltener Borosilikatglas. Die reine geläuterte, bei 1100 °C teigig-flüssige Glasschmelze wird aus der Wanne kontinuierlich auf ein langgestrecktes Bad aus flüssigem Zinn geleitet. Aufgrund des Dichteunterschieds (ρ (Glas) ≈ 2,5 g/cm³, ρ (Zinn) ≈ 7,31 g/cm³) schwimmt die Schmelze auf dem Zinn und breitet sich gleichmäßig aus. Durch die Oberflächenspannung des Zinns und des flüssigen Glases bilden sich beidseitig sehr glatte Oberflächen. Das zum kühleren Ende des Bades hin erstarrende, noch ca. 600 °C warme Glas wird fortlaufend abgezogen und durchläuft anschließend einen Kühlofen, um es spannungsfrei abzukühlen. Nach einer optischen Qualitätskontrolle wird das Glasband geschnitten (Standardgröße in Europa: 6000 mm × 3210 mm).
Zinn hat mit 232 °C einen niedrigen Schmelzpunkt. Das Glas kann dadurch vollständig Erstarren noch während es auf dem flüssigen Zinnbad schwimmt.
Auch hat Zinn bei der Temperatur des aufgegossenen Glases von 1100 °C noch keinen hohen Dampfdruck, der zu Unebenheiten an der Glasunterseite führen könnte, und verhält sich gegenüber dem Glas fast inert. Zur Vermeidung von Oxidation mit dem Luftsauerstoff wird das Zinnbad in einer Schutzatmosphäre (meist Stickstoff und Wasserstoff) gehalten.
Auf der Zinnschmelze wird die Glasseite gering mit Zinn dotiert. Für wissenschaftliche Untersuchungen in Laborgläsern, bei denen es auf besondere Reinheit ankommt, kann Floatglas unter Umständen nicht verwendet werden. Auch nachfolgende Beschichtungsverfahren gelingen auf beiden Seiten unterschiedlich. Die Unterseite anhand der Spuren des Zinns zu identifizieren, ist daher für die Weiterverarbeitung manchmal wichtig. Für die Unterscheidung wird oft ausgenutzt, dass die Zinnseite unter kurzwelliger Ultraviolett-Bestrahlung graublau fluoresziert.
Die Viskosität des halbflüssigen Glases und die Ziehgeschwindigkeit, mit der das feste Glas von der halbflüssigen Phase gezogen wird, bestimmen die Stärke (Dicke) des Glases. In vielen Anlagen liegen zur Regulierung der Glasstärke im Bereich des Zinnbades am Rand der Glasfläche (der später abgeschnitten wird) sogenannte Toproller auf. Zur Erzeugung höherer Glasdicken kommen keine Toproller mehr zur Anwendung. In diesem Fall wird das zähflüssige Glas zwischen Graphitblöcken, den sogenannten Fendern, hindurchgezogen und dabei zu höheren Stärken aufgefaltet. Das Floatglasverfahren ermöglicht Glasstärken ab etwa 0,4 mm. Üblicherweise werden die weltweiten Standardstärken 2, 3, 4, 5, 6, 8, 10, 12, 15, 19 und 24 mm produziert.
Um das kontinuierlich ausgezogene Glasband langsam abkühlen zu können, hat alleine das Zinnbad eine Länge von etwa 50 m. Anschließend folgt in gerader Linie der Kühlofen sowie die Anlage zum Aufteilen des Glases. Zum Erreichen großer Produktionsmengen sind heutige Floatglasanlagen so insgesamt ca. 300 bis 800 m lang.

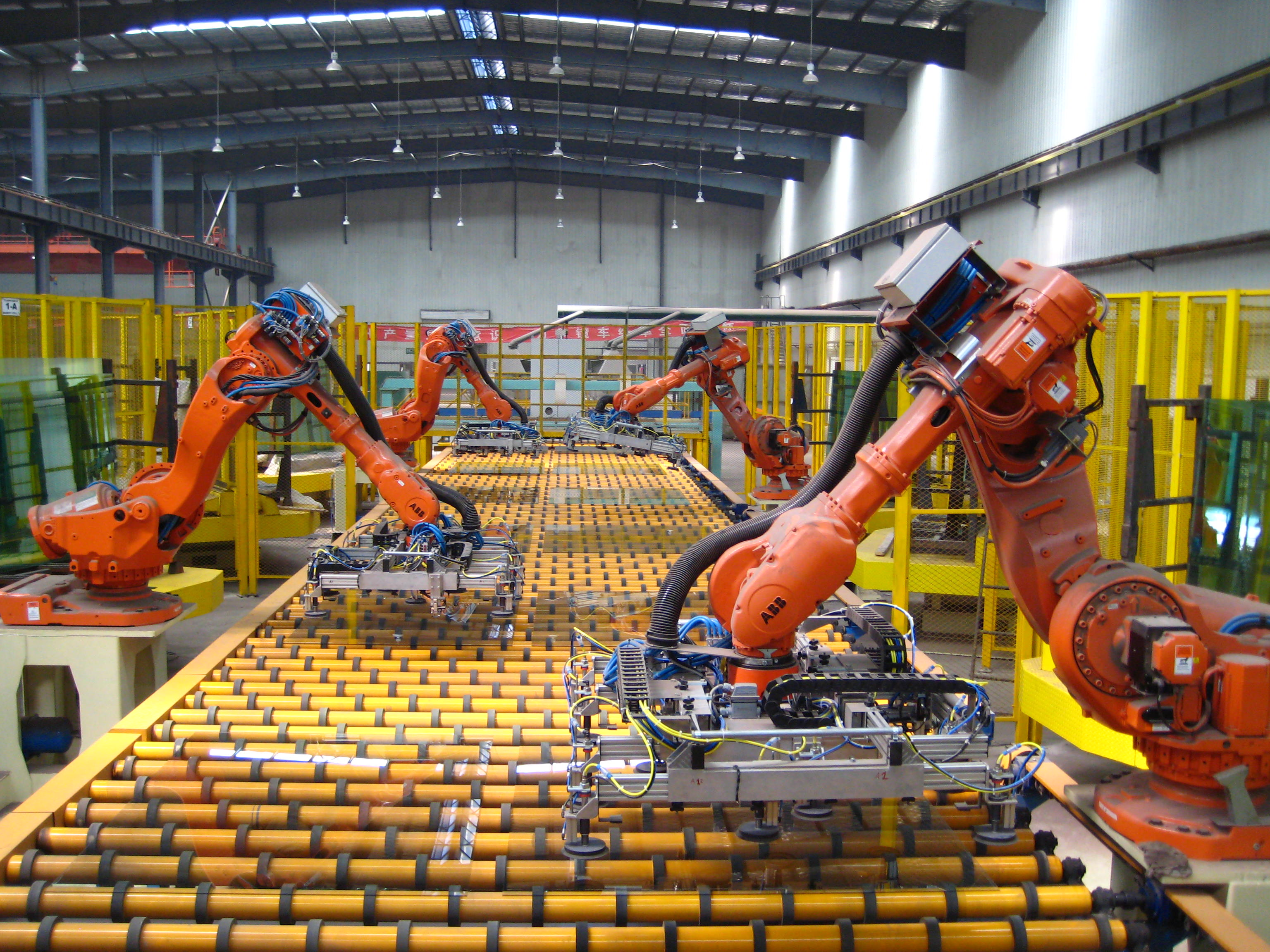
Zugeschnittenes Floatglas wird im Kaltbereich automatisch von der Linie genommen und gestapelt

Eine Floatglasanlage läuft rund um die Uhr und produziert ca. 11 bis 15 Jahre lang ohne Unterbrechung (Wannenreise). Danach ist eine Kaltreparatur erforderlich, bei der die Wannenauskleidung erneuert wird. Eine große Anlage liefert etwa 3000 m²/h bei 4 mm Glasstärke bzw. 33 t/h. Im Jahr 2006 waren etwa 280 Floatglasanlagen weltweit im Einsatz, die Tendenz war steigend.

## Kennzeichnung
Floatglas wird bisher ohne dauerhafte Produktkennzeichnung ausgeliefert. Zwei Methoden sind bekannt, eine solche Kennzeichnung vorzunehmen:
- Laser-Fracking im Glasvolumen erzeugt minimale optische Störungen, die als serieller Code oder als 2- oder 3-dimensionaler Matrixcode ausgeführt werden können.
- Umwandlung der Zinndotierung in eine oberflächliche dauerhafte Farbschicht mit ein- oder zweidimensionalem Code.

Eine Kennzeichnung durch Bedruckung ist weniger dauerhaft. Kennzeichnungsverfahren mit Silberbedampfung sind nicht mehr gebräuchlich.

## Geschichte

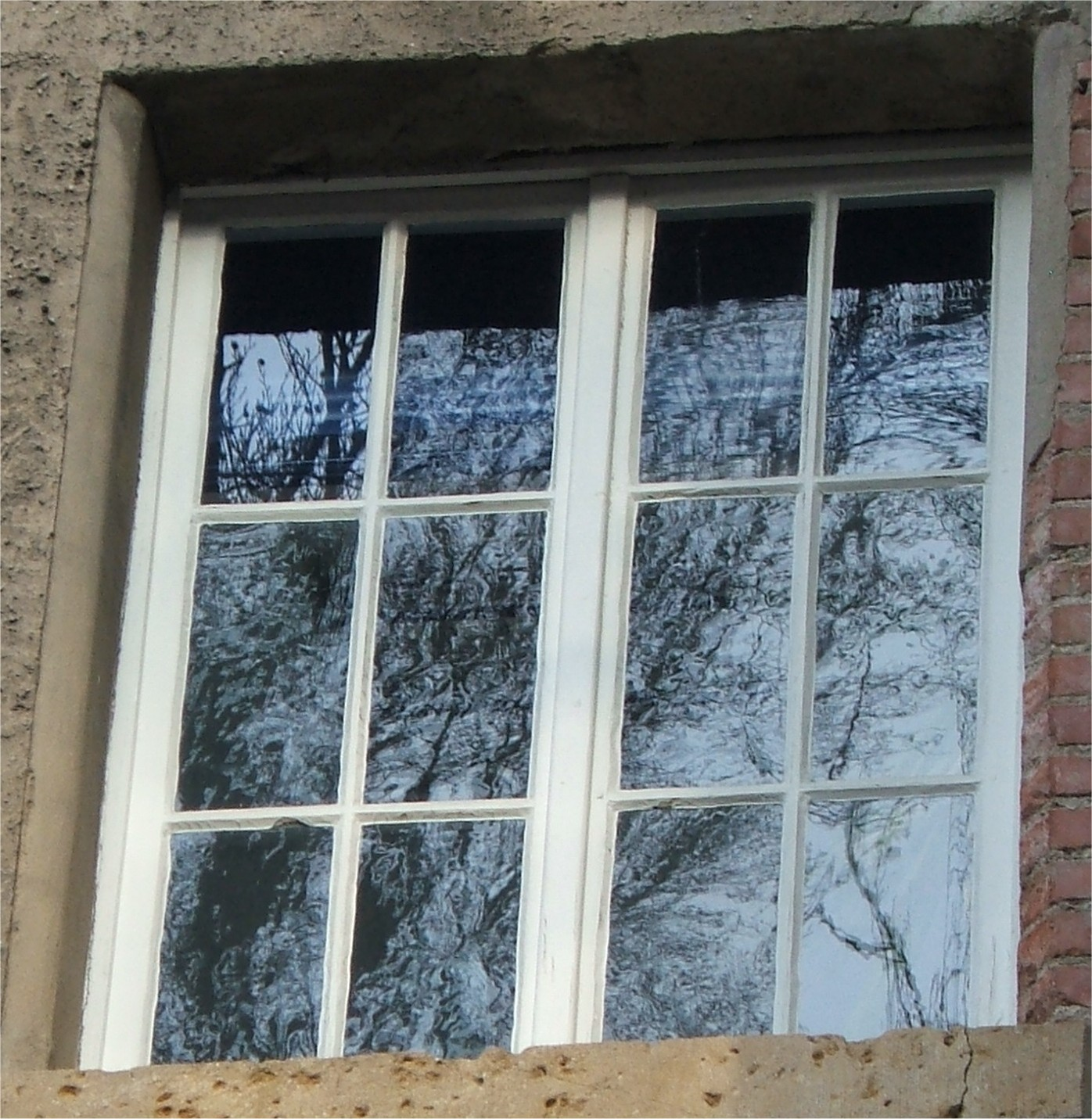
Vergleich zu älterem Glas: Oben links im Fenster wurde eine einzelne Floatglasscheibe eingesetzt. Der Unterschied ist an der Qualität der Reflexion des Baumes deutlich zu erkennen

Bereits in der Mitte des 19. Jahrhunderts hatte Henry Bessemer die Idee, flüssiges Zinn als Träger für Flachglas zu verwenden. Im Jahre 1902 erhielt William E. Heal in den USA ein Patent auf das Herstellungsprinzip, Glas kontinuierlich über ein Zinnbad laufen zu lassen, um planparallele Oberflächen zu erhalten. Dieses Patent ist nie kommerziell genutzt worden.
Alastair Pilkington brachte das Verfahren zur industriellen Anwendung und stellte es am 20. Januar 1959 der Öffentlichkeit vor. 1966 begann die Firma Pilkington Brothers in St. Helens (Großbritannien) mit der Produktion und vergab nachfolgend eine Vielzahl von Lizenzen an andere Flachglashersteller.
Zunächst wurde im industriellen Verfahren 6,1 mm dickes Glas gefertigt. Diese Glasstärke stellte sich ein, wenn sich die Glasschmelze auf dem flüssigen Zinn (Floatbath) ausbreitete. Später wurden sogenannte Edgerollmaschinen verwendet, sowie als Weiterentwicklung die heute üblichen Toprollvorrichtungen, um die Glasstärke zu beeinflussen.
Das neue Verfahren löste die bisherige Flachglasproduktion im Guss- oder Blasverfahren nahezu vollständig ab.